# Religion gauloise
Pour un article plus général, voir Religion des Celtes.
La religion gauloise ou « religion des Gaulois » est l'ensemble des croyances et des rites propres aux peuples de la Gaule – du moins ceux qui étaient de culture celtique. Du fait de l'absence de sources écrites directes avant l'époque romaine, ses particularités d'avant la romanisation demeurent mal connues, et difficiles à distinguer de celles de la religion gallo-romaine. Il convient donc de périodiser les données sous peine de les confondre. La « religion des Gaulois » est la variété régionale de la religion de la Celtique indépendante. En amont se tiennent les conceptions de la religion en Europe en lien avec l'exploitation des métaux, issues du socle indo-européen ou proto indo-européen.

## Sources

### Témoignages antiques
La classe sacerdotale des druides connaissait l'écriture, mais privilégiait systématiquement la transmission orale. Aussi les premiers documents écrits sont ceux d'écrivains grecs et latins, depuis Hécatée de Milet au VIe siècle av. J.-C. jusqu'à Tacite au IIe siècle apr. J.-C.
Hécatée et Hérodote mentionnent simplement la localisation des Celtes.
Les premières descriptions sont celles des Grecs Polybe dont l'histoire a été continuée par Posidonios au IIe siècle av. J.-C.. Polybe est un historien rigoureux, qui se refusait à rapporter les témoignages douteux, et croisait ses informations. Il s'intéressait particulièrement aux pays qu'il avait lui-même parcourus, comme la Gaule du Sud. La quasi entièreté de l'oeuvre de Posidonios a été perdue, mais on en retrouve des passages chez les auteurs du Ier siècle av. J.-C. Diodore de Sicile et Strabon, tout comme chez César dans ses Commentaires sur la Guerre des Gaules.
Après la conquête de la Gaule en 50 av. J.-C., celle-ci fut décrite par les historiens latins.
Pline l'Ancien, procurateur en Gaule narbonnaise en 70 apr. J.-C., puis nommé en Gaule belgique en 79, offre ainsi la vaste compilation d'informations de son Histoire naturelle.

### Archéologie
Depuis les années 1950, l'archéologie a fait de nouvelles découvertes ;
l'archéologie aérienne a ainsi permis de repérer des vestiges enfouis, décelables sur les photographies par les modifications de couleur du sol ou de développement des cultures. La découverte du sanctuaire celtique de Gournay-sur-Aronde, le premier connu datant d'avant la conquête romaine, a révolutionné les connaissances sur le sujet.
La toponymie et l'épigraphie ont aussi apporté de nouvelles notions, parfois modestes prises individuellement, mais qui permettent globalement de faire avancer la connaissance de la culture gauloise.

### Littératures médiévales
À ces sources peuvent s'ajouter les traditions religieuses ultérieures, de liturgies reprenant les rites du passé, ou de mythes plus ou moins christianisés. C'est surtout par le vaste corpus de la Celtique insulaire, gaélique et brittonique, que nous pouvons atteindre à la tradition narrative, mythologique, religieuse, et épique des anciens Celtes.
On retrouve dans les récits de la Légende dorée nombre de mythes de la religion celtique gauloise ; selon l'historien médiéviste Philippe Walter et le folkloriste Claude Gaignebet ce sont non seulement des figures comme la Tarasque ou le Dieu cerf qui sont adaptées en une mythologie chrétienne, mais aussi tout le cycle de Carnaval qui en serait issu,.
Des personnages tels que la fée Mélusine ou Gargantua  en seraient également issus,.

## Sanctuaires et lieux de culte
Les descriptions de sanctuaires celtiques par les auteurs gréco-latins sont rares,
Lucain, dans la Pharsale, décrit de manière éloquente un « bois sacré » sis à proximité de Massilia. Du fait des progrès de la recherche archéologique, ce passage n'est plus aujourd'hui considéré comme aussi pertinent qu'auparavant.

« Il y avait un bois sacré, qui, depuis un âge très reculé, n'avait jamais été profané. Il entourait de ses rameaux entrelacés un air ténébreux et des ombres glacées, impénétrables au soleil. Il n'est point occupé par les Pans, habitants des campagnes, les Sylvains maîtres des forêts ou les Nymphes, mais par des sanctuaires de dieux aux rites barbares ; des autels sont dressés sur des tertres sinistres et tous les arbres sont purifiés par le sang humain. S'il faut en croire l'antiquité admiratrice des êtres célestes, les oiseaux craignent de percher sur les branches de ce bois et les bêtes sauvages de coucher dans les repaires ; le vent ne s'abat pas sur les futaies, ni la foudre qui jaillit des sombres nuages. Ces arbres qui ne présentent leur feuillage à aucune brise inspirent une horreur toute particulière. Une eau abondante tombe des noires fontaines ; les mornes statues de dieux sont sans art et se dressent, informes, sur des troncs coupés. La moisissure même et la pâleur qui apparaît sur les arbres pourris frappent de stupeur ; ce que l'on craint ainsi, ce ne sont pas les divinités dont une tradition sacrée a vulgarisé les traits ; tant ajoute aux terreurs de ne pas connaître les dieux qu'on doit redouter ! Déjà la renommée rapportait que des tremblements de terre faisaient mugir le fond des cavernes, que des ifs courbés se redressaient, que les bois, sans brûler, brillaient de la lueur des incendies, que des dragons, enlaçant les troncs, rampaient çà et là. Les peuples n'en approchent pas pour rendre leur culte sur place, ils l'ont cédé aux dieux. Que Phébus soit au milieu de sa course ou qu'une nuit sombre occupe le ciel, le prêtre lui-même en redoute l'accès et craint de surprendre le maître de ce bois. »

Néanmoins, les progrès récents de l'archéologie ont permis aux scientifiques et historiens d'avoir une meilleure appréciation des sanctuaires utilisés par les Gaulois dans le cadre de leurs manifestations religieuses.
Les découvertes du sanctuaire de Ribemont-sur-Ancre dans les années 1960 et de Gournay-sur-Aronde en Picardie ont permis de connaître plus précisément des rites sacralisant les espaces naturels autour d'enclos sacrés.
Une inscription bilingue trouvée à Verceil nous apprend qu'un sanctuaire est considéré par les Celtes comme un espace commun aux dieux et aux hommes.

### Fanum gallo-romain
Les populations gallo-romaines quoique fortement acculturées utilisent, pour honorer les dieux, des temples dont, dans la majorité des cas, le plan diffère de leurs homologues gréco-romains. Aujourd'hui connus sous le nom générique de fanum, ils comportent une ou plusieurs cella fréquemment entourées d'une galerie, le tout dans un vaste espace souvent cerné par un péribole. L'ensemble est construit en pierre et maçonné, contrairement aux sanctuaires indigènes auxquels les fanums succèdent. L'entrée principale du sanctuaire est, dans la très grande majorité des cas, orientée à l'est. Ces différences avec le temple de tradition méditerranéenne traduisent la survivance de conception celtique dans la religion pratiquée à l'époque gallo-romaine. Du reste, les divinités honorées dans ces fana sont souvent issues du panthéon gaulois et recouvertes d'un « habillage » romain.

### Nemeton gaulois
Le mot nemeton désigne le temple utilisé par les Gaulois à l'époque de leur indépendance. Construits en bois et torchis, leur plan général est sensiblement le même que celui des sanctuaires gallo-romains, ceux-ci n'étant souvent ni plus ni moins que leur évolution, à la suite de l'arrivée de nouvelles techniques de construction. Toutefois, plus que la cella, c'est l'enceinte sacrée qui caractérise le nemeton dont, souvent, le premier état n'est qu'un simple enclos fossoyé, la première élévation du péribole n'intervenant que plus tard, sous la forme d'une palissade.
Toutefois le témoignage plein de passion de Lucain n'est pas nécessairement invalidé par les progrès de l'archéologie. Il est avéré que certains lieux sacrés n'étaient pas matérialisés par des constructions. C'est par exemple le cas du sanctuaire de la source des Roches dont l'activité s'est étendue du règne d'Auguste à celui de Néron.
Les sanctuaires urbains, tel celui de Corent, sont généralement pourvus d'une esplanade devant l'entrée principale. Ce parvis servait pour recevoir la foule du peuple lors des cérémonies religieuses ou politiques d'importance.

### Trophées guerriers, rites de commensalité et ex-votos
Les temples gaulois étaient le lieu de nombreux rites, parmi lesquels deux sont particulièrement bien documentés, l'érection de trophées guerriers et les rites de commensalité. À un niveau plus individuel, de nombreux ex-votos ont été retrouvés lors de fouilles.
Les fouilles du Sanctuaire celtique de Gournay-sur-Aronde, du peuple des Bellovaques, ont mis en évidence le rite d'exposition puis de « sacrifice » des armes,. Les armes, prises à des ennemis vaincus, étaient exposées sur les murs du sanctuaire puis, après un certain temps, probablement à la suite de leur chute au sol, détruites rituellement et rejetées dans le fossé du sanctuaire. L'érection d'un trophée guerrier exposant les armes d'ennemis vaincus était fréquemment le prétexte à ériger un sanctuaire, comme dans le cas du sanctuaire de l'oppidum de Corent. Parfois ces objets pouvaient être exposés durant plusieurs siècles comme dans le sanctuaire de Tintignac-Naves où les objets retrouvés enfouis au même moment ont parfois plus de trois siècles d'écart.
Toutefois, il arrivait aussi que les Gaulois élèvent un trophée directement sur le lieu du combat. L'exemple le plus réputé reste encore le sanctuaire des Ambiens à Ribemont-sur-Ancre. Ce dernier présente la particularité d'avoir été érigé avec les os des vaincus, un certain nombre de textes antiques venant confirmer ce rite, notamment Diodore de Sicile reprenant Posidonios. D'autres textes de Diodore de Sicile, évoquant les Galates d'Asie Mineure, permettent de supposer également, en parallèle à ce rite du trophée, le sacrifice des prisonniers (ou d'une partie de ceux-ci) fait lors du combat. Le témoignage de Jules César va dans le même sens.
Les archéologues ont noté que, dans le trophée guerrier de Ribemont-sur-Ancre, les crânes brillent par leur absence. Toutefois, les textes antiques nous apprennent qu'ils ne sont pas absents des rites guerriers : ils sont soit exposés à part, sur des propylées ou des portiques, comme à Roquepertuse, soit conservés comme trophée individuel par les guerriers, comme on peut le voir sur les statues découvertes sur l'oppidum d'Entremont.
Ces rites guerriers, fréquents aux IIIe et IIe siècles av. J.-C., semblent toutefois perdre en importance au fil du temps, au profit des rites de commensalité.
Ces derniers se matérialisent par de grands festins prenant place dans l'enceinte du sanctuaire. Les animaux sont ainsi sacrifiés aux dieux, puis leurs abats sont brûlés, afin que la fumée aille nourrir les dieux célestes. Du vin était également sacrifié sous forme de libations, déversé au sol ou dans des fosses pour abreuver les divinités. Le reste de la viande et du vin était consommé par l'ensemble de la communauté présente au sacrifice. C'est probablement l'un de ces sacrifices de commensalité que mentionnait Posidonios dans ses écrits, en parlant du roi arverne Luernos.
Les vestiges archéologiques de ces festins sont assez caractéristiques : il s'agit de nombreux ossements d'animaux domestiques portant des traces de découpes de boucherie, et répartis sur l'ensemble de l'espace sacré. L'un des temples les plus représentatifs de ce rite est celui de l'oppidum de Corent, où ont pu être localisés les lieux de sacrifice, les cuisines et les cuves libatoires.
Toutefois, le peuple n'avait pas les moyens d'offrir de tels sacrifices aux divinités. C'est pourquoi on voit apparaître également des offrandes plus modestes : fibules, statuettes, monnaies, etc. Ce rite est particulièrement bien documenté à l'époque gallo-romaine, grâce aux sites de sources, tel celui de Chamalières ou celui des sources de la Seine.

## Classe sacerdotale
La classe sacerdotale des Gaulois est composée des druides, qui semblent en occuper l'échelon supérieur, des bardes et des vates. Ces fonctions générales, qui nous sont données par Strabon, et qui sont aujourd'hui bien admises, sont complétées par d'autres plus confidentielles et pour lesquelles le débat n'est pas clos, telles le gutuater et les sacerdos cités par César, les eubages mentionnés par Ammien Marcellin, ou encore le Beleni Aeditus dont nous parle tardivement le poète Ausone.

### Druides
Les premiers textes grecs mentionnant les druides les présentent comme des philosophes, et soulignent la proximité de leur pensée avec la pensée pythagoricienne. Diodore de Sicile précise qu'ils croient en l'immortalité de l'âme. Jules César mentionne leur rôle religieux, et indique qu'ils font également fonction de juges. Dans ce rôle, César précise que l'une des peines les plus sévères qu'ils puissent prononcer est l'interdiction de faire des sacrifices aux dieux, c'est-à-dire l'équivalent de l'excommunication chrétienne. L'un des rôles des druides étant d'autoriser ou non le sacrifice aux dieux, leur présence est donc obligatoire lors de celui-ci, même s'ils n'agissent pas nécessairement.
Pline l'Ancien, lui, nous a transmis dans son Histoire naturelle la description d'un rite religieux druidique :

« On ne doit pas oublier, dans ces sortes de choses, la vénération des Gaulois ; les druides, car c'est ainsi qu'ils appellent leurs mages, n'ont rien de plus sacré que le gui et l'arbre qui le porte, supposant toujours que cet arbre est un chêne. À cause de cet arbre seul, ils choisissent des forêts de chênes et n'accompliront aucun rite sans la présence d'une branche de cet arbre […] Ils pensent en effet que tout ce qui pousse sur cet arbre est envoyé par le ciel, étant un signe du choix de l'arbre par le dieu en personne. Mais il est rare de trouver cela, et quand on le trouve, on le cueille dans une grande cérémonie religieuse, le sixième jour de la lune, car c'est par la lune qu'ils règlent leurs mois et leurs années, et aussi leurs siècles de trente ans ; et on choisit ce jour, parce que la lune a déjà une force considérable, sans être encore au milieu de sa course. Ils appellent le gui par un nom qui est : "celui qui guérit tout". Après avoir préparé le sacrifice sous l'arbre, on amène deux taureaux blancs dont les cornes sont liées pour la première fois. Vêtu d'une robe blanche, le prêtre monte à l'arbre et coupe avec une faucille d'or le gui qui est recueilli par les autres dans un linge blanc. Ils immolent alors les victimes en priant la divinité qu'elle rende cette offrande propice à ceux pour qui elle est offerte. »

Les druides sont issus de la noblesse, c'est le cas de Diviciacos, le seul druide gaulois historiquement connu, et forment ensemble l’élite intellectuelle de la Gaule. Cicéron indique également que le druide Diviciacos est formé à la physiologia, sorte de science naturelle pluridisciplinaire, et qu'il maîtrise la divination. Toutes ces compétences sont acquises lors d'un long apprentissage d'une durée de 20 ans.
Les druides sont organisés en confréries qu'Ammien Marcellin, reprenant Timagène, compare aux confréries pythagoriciennes. Ces confréries sont elles-mêmes organisées sous l'égide de l'un d'entre eux.
Les druides se réunissent une fois l’an sur le territoire des Carnutes, en un lieu consacré considéré comme le centre des Gaules. Lors de cette réunion se tiennent, entre autres, des assises judiciaires à l'échelle des Gaules.

### Vates
Les vates ont été beaucoup moins étudiés que les druides, même s'ils bénéficient, dans la population gauloise, d'une autorité similaire. Ils sont qualifiés de sacrificateurs et d'augures. Si les druides tiennent le rôle de théologiens de la religion celtique, eux sont plutôt les exécutants du culte. Si les druides autorisent le sacrifice, les vates sont ceux qui assurent les modalités pratiques de celui-ci, sélection et abattage de la bête, ou exécution du condamné dans le cas — rare — d'un sacrifice humain, décapitation symbolique des amphores de vins, bris rituels des armes offertes à la divinité. Ils semblent être les héritiers des prêtres celtiques du premier âge du fer.
Le second rôle des vates est celui d'augures, ce qui peut les mettre en concurrence avec les druides dont certains, Diviciacos par exemple, sont versés dans la divination « par les augures et la conjecture », à moins que certains druides ne soient amenés lors de leur équivalent celtique de cursus honorum à adopter la fonction de vates. La divination pratiquée par les vates est l'aéromancie, l'observation du vol des oiseaux. Ils pratiquent également l'examen des victimes sacrificielles. Une pratique augurale particulière est consécutive à un sacrifice humain : les vates déterminent alors l'avenir en fonction des mouvements du mourant.
Les eubages sont le plus souvent assimilés aux vates ; il semble en effet que ce terme soit une corruption, une erreur de transcription, du terme vates.

### Bardes
Les bardes sont des poètes lyriques et satiriques. Leur rôle religieux est d'abord de transmettre au peuple les mythes et légendes narrant les aventures divines. C'est ce corpus, que la domination romaine, puis la christianisation, ont détruit sur le domaine celtique continental. On peut également penser que les bardes sont chargés de l'éducation de jeunes nobles.
Ils ont également un rôle social, celui de chanter l'histoire nationale de chaque peuple, tribu et famille, de garder en mémoire les hauts faits et les faillites des hommes illustres. Ce rôle dévie parfois vers la servile flatterie comme l'évoque Posidonios à propos du roi arverne Luern.
Curieusement, les auteurs grecs rapportent que les réunions politiques gauloises se font en musique, ceci dans le but d'apaiser les esprits.

## Calendrier et fêtes
Des quatre principales fêtes celtiques du néodruidisme, souvent désignées par leurs noms irlandais de Samain, Imbolc, Lugnasad et Beltaine, seul l'équivalent étymologique de Samain est attestée pour le monde antique. 

Elle est en effet reconnaissable sous le nom de tri nox Samoni sur le calendrier de Coligny.
Les autres fêtes celtiques supposées pour l'antiquité, telles Eginane au solstice d'hiver (rituel du folklore breton), n'ont pas non plus été identifiées (le premier août aurait fourni la date du Concilium Galliarum ; la chandeleur et le premier mai correspondaient sans doute à des périodes festives.
Les grands moments de réunions politiques, telles que l'assemblée des druides chez les Carnutes, ou les réunions des différents concillium rapportés par César étant très probablement l'occasion de cérémonies religieuses et de sacrifices en l'honneur des Dieux.

## Les dieux

### Un panthéon difficilement saisissable

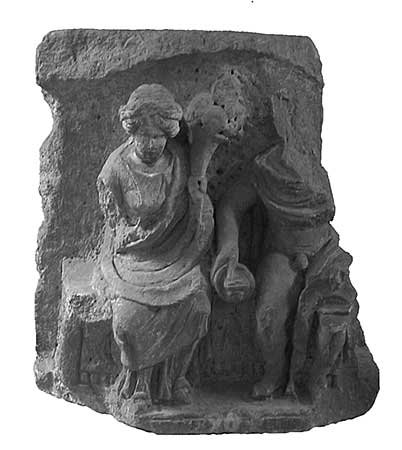
Statue de Rosmerta et Mercure, Autun.

En raison du rôle restreint de l'écriture prôné par la pensée druidique et de la force de l'acculturation romaine, la religion gauloise reste aujourd'hui difficile à appréhender.
Dans ses Guerre des Gaules, Jules César dit que les Gaulois avaient seulement six dieux dont il donne cinq noms romains ou grecs : Mercure, Apollon, Mars, Minerve, Jupiter et Dispater, qui est une sorte de Pluton: 

« Le dieu qu'ils honorent le plus est Mercure. Il a un grand nombre de statues ; ils le regardent comme l'inventeur de tous les arts, comme le guide des voyageurs, et comme présidant à toutes sortes de gains et de commerce.
Après lui ils adorent Apollon, Mars, Jupiter et Minerve (…) Apollon guérit les maladies ; Jupiter tient l'empire du ciel, Mars celui de la guerre ; Minerve enseigne les éléments de l'industrie et des arts. »

Il ajoute que « Les Gaulois se vantent d'être issus de Dispater, tradition qu'ils disent tenir des druides. C'est pour cette raison qu'ils mesurent le temps, non par le nombre des jours, mais par celui des nuits. Ils calculent les jours de naissance, le commencement des mois et celui des années, de manière que le jour suive la nuit dans leur calcul (...) »..
On considère aujourd'hui que César adapte ici à son propos un extrait des écrits de Posidonios sur les Gaulois.
Pour s'en faire une idée, les historiens sont tributaires, outre des textes antiques latins et grecs, de la recherche archéologique et des sources venues du druidisme insulaire, transcrite tardivement par des copistes chrétiens, et donc susceptibles de déformations.
De fait, Mercure avait son temple chez les Arvernes en haut du Puy-de-Dôme, et le culte de Jupiter a laissé les nombreux toponymes analogues à Montjoie, "Mont de Jovis".
Tout cela permet de restituer partiellement un panthéon appartenant en propre aux Gaulois. Néanmoins, les relations entre les différentes entités divines restent particulièrement floues et les conjectures ne manquent pas en ce qui concerne l'étendue de leurs domaines d'activité respectifs. La romanisation vient encore compliquer les choses, puisque viennent se greffer sur ce panthéon encore méconnu des éléments appartenant aux divinités romaines.

### Le tabou du nom
Une des particularités du panthéon gaulois est la très grande quantité de théonymes différents que celui-ci comporte. Il s'agit de cognomina attachés à l'aspect d'un dieu, ou de puissances locales et topiques, comme c'est le cas dans tous les paganismes indo-européens (une autre opinion  étant que ces nombreux noms tranchent avec les autres panthéons indo-européens qui ne comporteraient qu'un nombre restreint de divinités[réf. nécessaire].) Ces différents noms peuvent désigner des dieux locaux, dont le culte ne dépasse pas le cadre de la tribu. Mais un examen attentif des théonymes retrouvés révèle qu'il s'agit en fait souvent de qualificatifs évoquant le mythe du dieu. Celui-ci serait donc plus souvent désigné de manière allusive - "le divin corbeau", "Le rouge", "La Reine", "Le grand Cavalier" - que par son nom véritable, l'évocation de celui-ci pouvant faire l'objet d'un tabou. En conséquence plusieurs théonymes peuvent désigner la même entité divine.
Un cas particulier de ce "Tabou du nom" est celui du dieu Teutates. Ce théonyme est généralement considéré comme désignant un dieu à part entière. Il pourrait s'agir toutefois d'un surnom recouvrant le nom de la véritable divinité tutélaire, la périphrase « le Dieu de ma tribu » permettant de ne pas prononcer le vrai nom du Dieu, afin d'éviter que les ennemis ne l'invoquent également.
Si on prend en compte ce tabou, l’épithète « Teutates » pourrait recouvrir de multiples dieux.
On peut aussi l'assimiler aux nombreux dieux locaux tel Alisanos ou Nemausus, le dieu tutélaire de Nîmes.
L'état des sources explique les hésitations des interprétations. La mythologie comparative indo-européenne et l'étude de la religion celtique dans sa globalité, autant que plus d'attention portée aux langues celtiques, devraient éviter les interprétations aprioriques.

### De nombreuses divinités

#### Lougous
*Lugus est le nom vieux-celtique, et gaulois, du dieu irlandais Lug(h) et du dieu gallois Leu. Le témoignage de César, emprunté à Posidonios d'Apamée, prête au dieu le plus vénéré des Gaulois une identité avec Mercure. Toutefois, il lui accorde également une capacité que ne possède ni le Mercure romain, pas plus que l'Hermès grec. Il est dit « inventeur de tous les arts ». C'est pourquoi les historiens des religions s'accordent pour faire de ce Mercure gaulois l'équivalent continental de l'ancien dieu irlandais Lugh, dont l'une des épithètes, Samildanach, peut se traduire par « le Polytechnicien ».
Le nom de Lugus est attesté par ailleurs dans toute l'Europe par de nombreux toponymes tels que Lyon/Lugdunum, Liegnitz/Lugidunum, Leyde, Carlisle/Castra Luguvallium, Lugdunum Convenarum, Laon, ainsi que par de nombreux anthroponymes, un ex-voto au nom de Lugubus à Nemausus, une femme nommée Luguduca à Bourbonne-les-Bains, Lugurix chez les Bituriges Cubes, Lugus à Alès, Lugenicus, etc.,. Outre ses ressemblances avec Mercure, Lug possèderait également quelques traits appartenant à Apollon, en particulier dans sa conception grecque. Enfin, les recherches récentes sur cette divinité émettent l'hypothèse qu'il serait l'un des Dioscures vénéré en Gaule. Selon Dominique Hollard et Daniel Gricourt, l'autre membre de ce couple de jumeau sacré aurait été Cernunnos ce que Delamarre et Savignac contestent.
ΛΟΥΓΟΥC (Lougous) en écriture grecque utilisée par les Gaulois est évidemment une variante de ΛΟΥΓΟC (Lougos), le corbeau, et le corbeau est le messager de Lougous.[réf. nécessaire].

#### Cernunnos

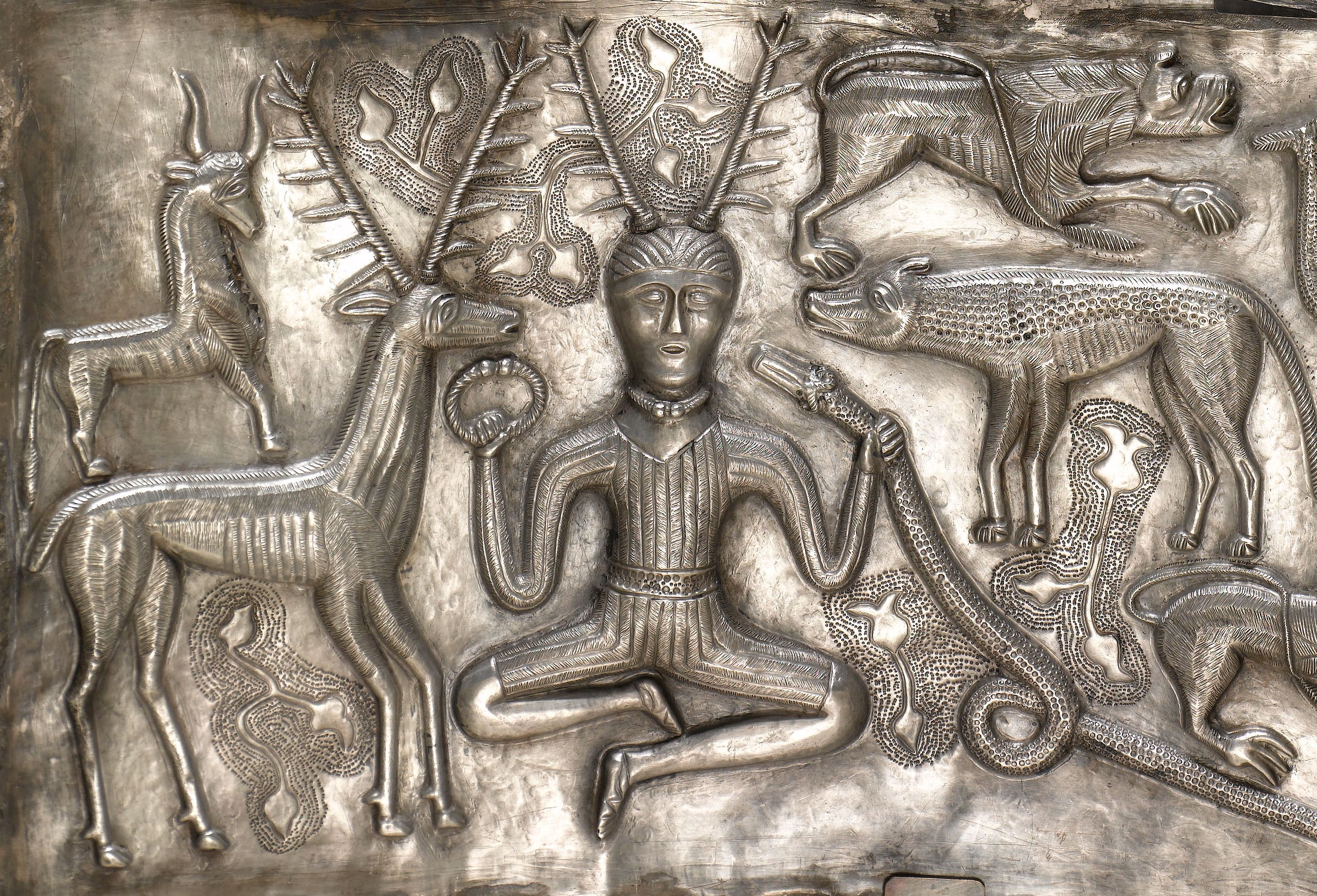
Cernunnos sur le chaudron de Gundestrup.

Cernunnos est, parmi les dieux gaulois, l'un des plus célèbres de par son aspect frappant, et l'un de ceux dont la fonction est la plus méconnue. Sa plus ancienne représentation se trouve au Val Camonica, elle date probablement du IIIe siècle av. J.-C. On le voit également représenté sur le pilier des Nautes des Parisii, seul endroit où son image est associé à son nom, et sur le chaudron de Gundestrup. Toutefois, il est possible que le cerf représenté sur le Char de Strettweg, daté du Hallstatt, soit une représentation de Cernunnos.
Sous forme humaine, il revêt fréquemment l'aspect d'un homme d'âge mûr au front orné de bois de cerf. La statuette d'une divinité gauloise à l'oreille de cervidé conservée au Musée de Picardie à Amiens pourrait être une représentation de Cernunos. Un serpent à tête de bélier lui est fréquemment associé. Il est également souvent assis, parfois en tailleur, et accompagné d'animaux sauvages. Ses attributs impliquent ensauvagement, puissance sexuelle, rythmes saisonniers. Selon l'hypothèse présentée par D. Hollard et D. Gricourt, il s'apparenterait à une version primitive de Dionysos, issue de la mythologie indo-européenne. On retrouve sa représentation au Val Camonica et dans la Vallée des Merveilles.

#### Épona
La déesse Épona est une déesse majeure du panthéon gaulois liée, de par son nom, au cheval (epos en gaulois). Elle est fréquemment représentée montant en amazone et tenant une corne d'abondance. Un autre type de représentation la montre assise sur un siège, entre deux poulains. Épona est une déesse mère, une déesse de la fécondité, protectrice du foyer et de la moisson, car on la représente non seulement avec un cheval mais aussi avec du blé dans ses mains. Son lien très fort avec le cheval, animal psychopompe, ainsi que la présence de cette divinité sur des stèles funéraires, font supposer que l'un de ses rôles est d'escorter les âmes des défunts. Elle est une des rares divinités gauloises à intégrer le panthéon romain, via la sphère militaire, en devenant la protectrice des cavaliers, des charrons, des voyageurs à cheval. Elle est assimilée à la Rhiannon irlandaise et la Rigantona d'Alésia

#### Taranis

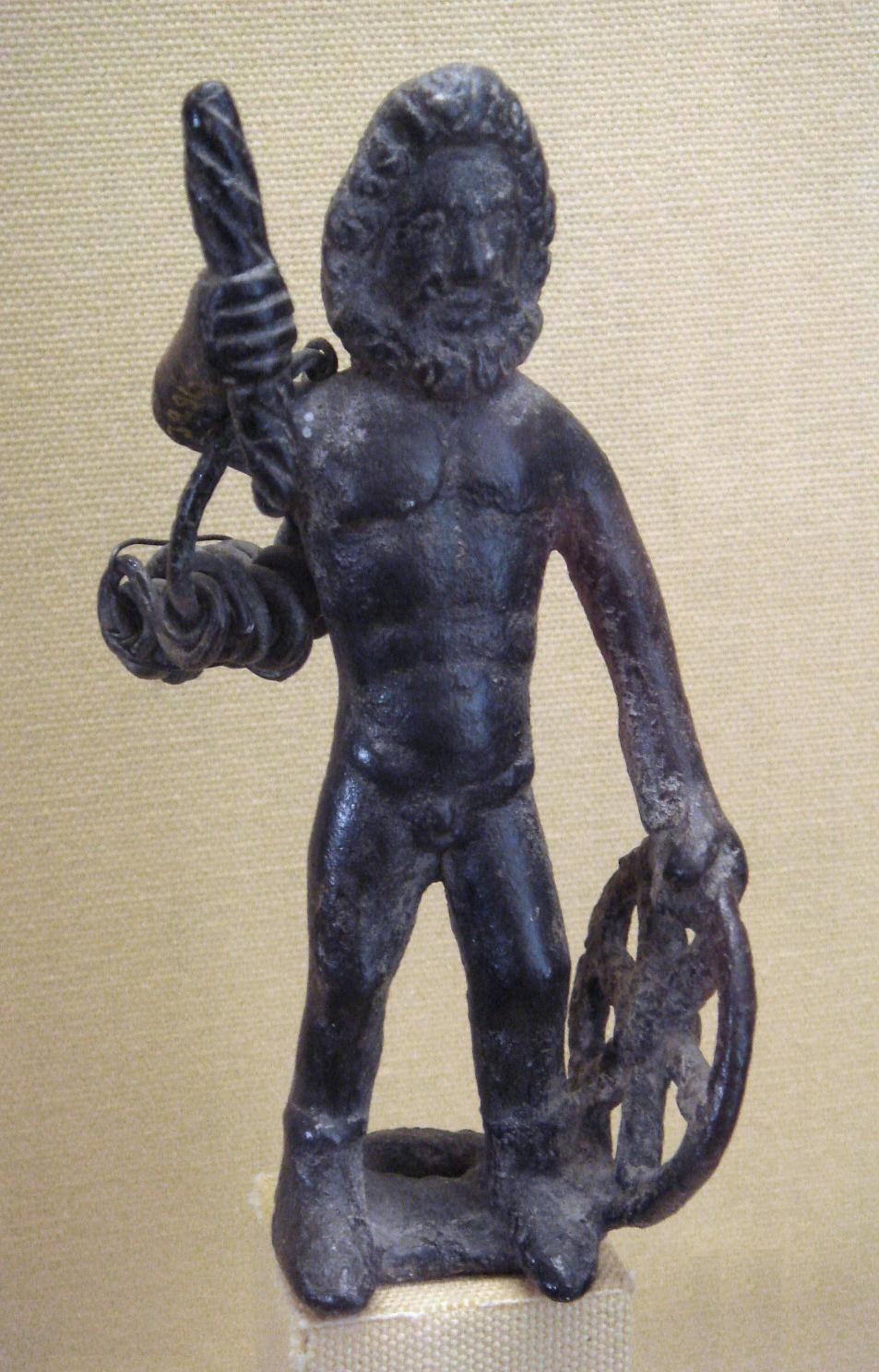
Taranis (Le Châtelet de Gourzon, Haute-Marne), Ier siècle apr. J.-C.

Le nom de Taranis nous a été transmis, comme ceux d'Esus et de Teutates, par la Pharsale de Lucain. Toutefois le développement de l'archéologie a permis de retrouver des traces épigraphiques de ce dieu, telles que l'inscription gallo-grecque d'Orgon (Bouches-du-Rhône). Il est aujourd'hui bien admis que Taranis est assimilable au Jupiter gallo-romain. Il est donc un dieu de l'orage, ce que confirme son nom, que l'on peut traduire par le tonnant. Daniel Gricourt et Dominique Hollard le qualifient également de « dieu qui préside à la guerre ». Il a été remarqué par ailleurs que la valeur guerrière des Gaulois était diminuée par temps orageux, ce fait étant attribué à des motifs religieux. Les chercheurs comparatistes le qualifient également de Dieu-Père. Il est probablement, à ce titre, géniteur de Lug dans la tradition gauloise. Les attributs de Taranis sont la roue et l'esse symbolisant l'éclair ou selon Venceslas Kruta l'année avec les deux saisons (sombre et claire). Il est fréquemment montré barbu, vêtu à la gauloise et tenant ces deux attributs. Une autre représentation, datant de l'époque gallo-romaine, est celle dite de "Jupiter à l'anguipède" qui le montre à cheval, ce dernier piétinant un monstre serpentiforme.

#### Teutates
Le dieu Teutatès porte un nom qui évoque le peuple, la tribu. On en fait donc tout naturellement le protecteur de celle-ci.
Certains peuples gaulois apaisent Teutatès et Ésus par des immolations. Un commentaire de Lucain, connu sous le nom des « Scholies de Bernes », relate les sacrifices qui leur sont offerts : pour Teutatès, un homme est plongé dans un bassin jusqu’à ce qu’il étouffe. Pour Esus, on suspend un homme à un arbre et on le met en pièces. Pour Taranis, on en brûle plusieurs dans un arbre creux. Ce rite évoque fortement le thème celtique de la triple mort dont la victime est successivement blessée ou amenée à chuter mortellement, noyée ou étouffée, puis brûlée. Mais ces commentaires à la Pharsale de Lucain sont très tardifs et confus.
Son culte est attesté sur le territoire arverne, au sanctuaire de Bauclair, à Voingt, où il semble être adoré jusque sous la domination romaine.

#### Les Mères

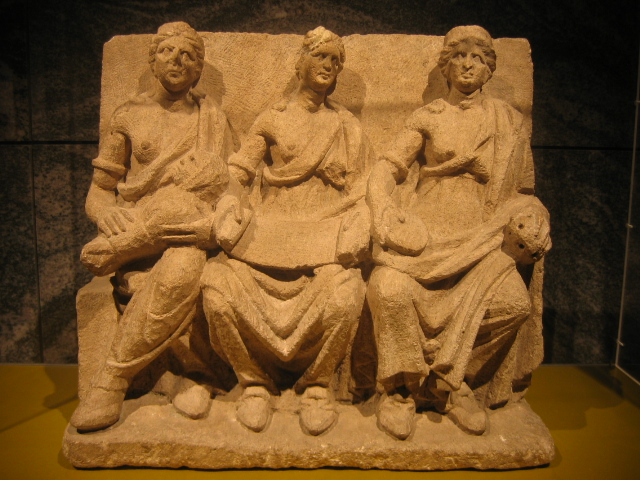
Les déesses-mères de Vertillum.

Les Matrones ou « Mères » sont des divinités gallo-romaines omniprésentes sur le territoire gaulois. Elles sont représentées le plus souvent par trois femmes, portant des cornes d'abondance ou avec un enfant sur les genoux.
Considérées comme très puissantes, elles ont des pouvoirs protecteurs, de vie, de fécondité et de guérison.
Comme divinités tutélaires de la cité, elles sont généralement désignées par une épithète de lieu : les Nerviennes, les Mères de Nemausos, etc. ou par un surnom Proxumae « Les très proches ». Mais ce sont des déesses romaines et non gauloises.

#### Autres divinités
Les déesses Rosmerta, Nantosvelta, Sirona, Nemetona et d’autres. Il est difficile de les distinguer toujours des matres, matronae, divines mères, génitrices des peuples, qui portent des cornes d’abondance, corbeilles de fruits et symboles de fertilité.
Selon César, le dieu-père Dis Pater est le grand maître de la terre, et les Gaulois s’en prétendent les descendants. On ne sait pas quel dieu gaulois recouvre cette assimilation à Dis Pater, divinité romaine relativement obscure, souvent confondue avec Pluton. Il pourrait s'agir de Sucellos. À en juger au nombre de ses représentations (plus de 200), Sucellus est l'un des plus grands dieux gaulois.
Ésus est représenté en travailleur, fréquemment associé au taureau aux trois grues Tarvos Trigaranus. Ils sont, par exemple, tous les deux représentés sur le pilier des Nautes découvert en 1711 à Paris. Le taureau symbolise la fécondité et la puissance au combat.
On peut encore citer les divinités Belenos et  Belisama ; le dieu solaire Grannos ; le dieu Borvo, sa parèdre Damona et le dieu Nerios, trois dieux liés aux sources ; Maponos, le dieu-fils ; la déesse Brigantia ; Nerios ou Neris, dieu des sources jaillissantes ; ou encore Catubodua, la "corneille du combat", déesse guerrière de la victoire.
Les Celtes semblent pratiquer également des cultes naturalistes. Ainsi, les lamelles de plomb gravées d’Amélie-les-Bains montrent un culte aux Kantas Niskas, on interprète généralement ces divinités inconnues comme étant des nymphes des eaux. Certains fleuves sont honorés comme des dieux. À la fin du IIIe siècle, l’Anthologie grecque aurait fait mention du « Rhin jaloux » auquel les Celtes demandent de statuer sur la légitimité de leurs nouveau-nés. La Seine, la déesse Sequana, avait un sanctuaire qui lui était dédié, logé sur ses sources. De nombreux ex-votos de guérison y ont été retrouvés. De même, la Marne, Matrona en gaulois, pourrait avoir été dédiée aux cultes des Mères. Enfin, un troisième exemple vient du casque d'Agris, retrouvé au fond d'une grotte. Ce casque semble y avoir été posé comme offrande à un dieu chtonien inconnu.

### Un bestiaire fantastique original

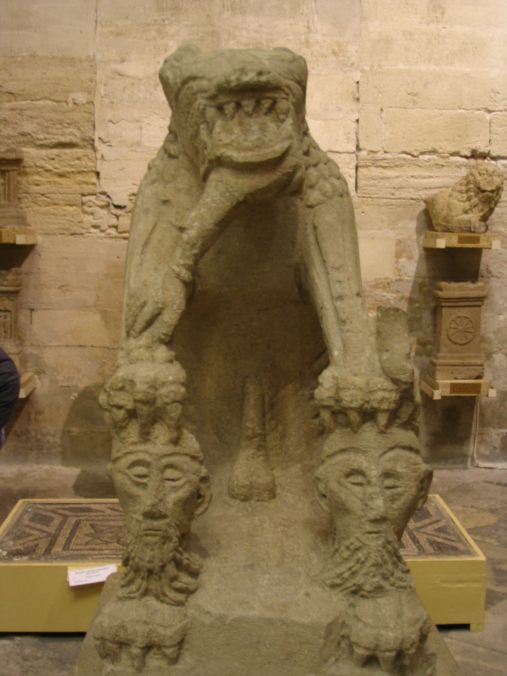
La Tarasque de Noves

À l'image de la mythologie grecque, riche en minotaure, sphinx, gorgones et autres monstres de toute sorte, il est possible d'envisager, pour la mythologie celtique, l'existence d'un bestiaire monstrueux bien fourni. Les mythes qui se rapportent à ces entités sont bel et bien perdus, mais les images monétaires en ont gardé une trace.
Ainsi, on peut identifier plusieurs monstres mythologiques, au premier rang desquels le serpent à tête de bélier, fréquemment lié à Cernunnos. On retrouve également cet animal fantastique dans la décoration des protège-joues (paragnathides) du casque d'Agris.
Le taureau divin aux trois grues est un autre exemple d'animal fantastique. Il semble apparaître dans un mythe lié à Ésus.
Un troisième animal fantastique est le cheval à tête humaine qui apparaît fréquemment sur les monnaies armoricaines ; on ne sait s'il s'agit d'une métamorphose divine ou d'un animal mythologique à part entière.
Parmi les autres animaux fantastiques de l'iconographie celtique, on peut mentionner le pégase, qui apparaît sur le torque en or découvert à Vix, l'hippocampe, représenté comme un cheval à queue de poisson, et la Tarasque, féroce carnassier mangeur de chair humaine.

## Évolution et disparition

### Premier âge du fer
La religion celtique pratiquée à cette époque est extrêmement mal connue. Il est possible que deux formes de religiosité aient été pratiqués à cette période. L'une est constituée de superstitions rurales et autres pratiques magico-religieuse populaires. La seconde consiste en une première forme de culte organisés, mise en place par les élites dont la trace la plus visible consiste en des rituels funéraires ostentatoires.
Cette période voit certainement se mettre en place le bestiaire fantastique, le panthéon et les rites et personnels religieux.

### Innovation du druidisme
Le druidisme présente de nombreux points communs avec la philosophie pythagoricienne et l'orphisme, ce qui suggère un lien de parenté et une origine commune à ces trois courants de pensée. Le druidisme est donc susceptible d'être apparu en même temps que la pensée orphique et la pensée pythagoricienne, au VIe siècle av. J.-C.
Le druidisme pourrait avoir eu un rôle de réformateur de la religion celtique, la réorganisant, la rationalisant et la moralisant. Il a permis l'émergence d'un culte public, politique et étatique, allant de pair avec l'émergence des civitates celtiques telles qu'on les découvre décrites par les auteurs antiques.

### Romanisation partielle

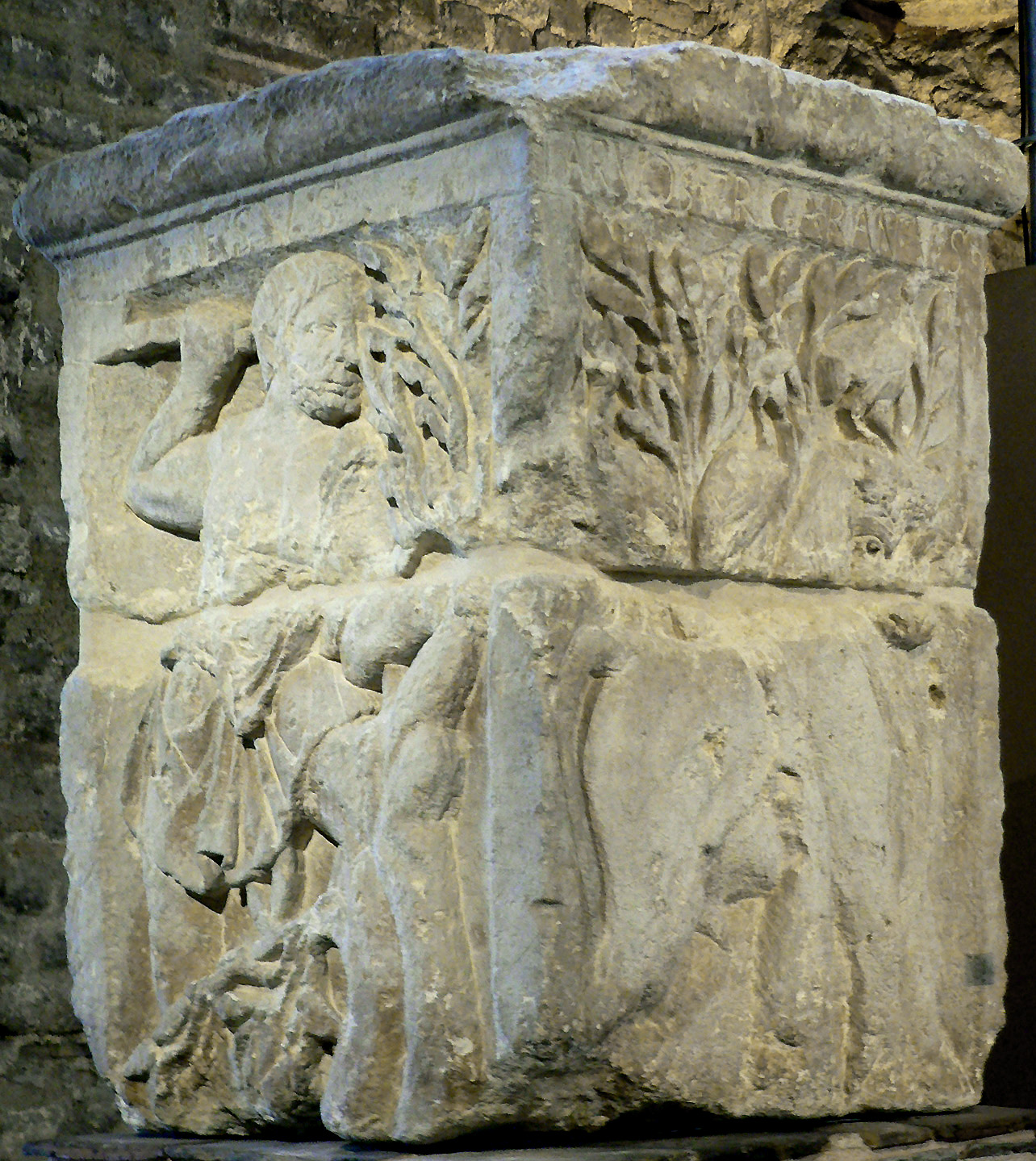
Pilier des Nautes au Musée de Cluny : Ésus et le taureau Tarvos trigaranus.

Hormis pour la Gaule narbonnaise, romaine dès la fin du IIe siècle av. J.-C., la conquête de la Gaule par les Romains se déroule de 57 à 50 av. J.-C.
Si les Romains apportent de nouveaux cultes, ils pratiquaient un polythéisme adoptant, admettant dans leur panthéon les dieux des peuples conquis.
Certains dieux gaulois furent identifiés à ceux des Romains, dont Mars et Mercure.
Plusieurs statuettes représentant le demi-dieu romain Hercule, reconnaissable à sa massue, ont été retrouvées dans les cuves de garum produites dans la baie de Douarnenez. Hercule est ici associé aux cuves de salaison et joue un rôle particulier : celui de protecteur des marchands. L’une de ces statuettes est aujourd’hui conservée au musée de Bretagne à Rennes. Il est probable qu’elle ait été importée d’Italie jusqu’en Bretagne : elle témoigne de l'importance des échanges culturels et religieux entre l’empire romain et les territoires conquis, l’Armorique en l'occurrence.
Le druidisme fut interdit par l'empereur Claude (41-54), au motif d'abolition des sacrifices humains, mais probablement aussi en raison de l'implication de la classe sacerdotale dans les révoltes gauloises.
Le Pilier des Nautes érigé sous Tibère à Lutèce associait panthéon romain et panthéon gaulois.
Ce genre de représentation ne se rencontre que dans les régions urbaines les plus romanisées.
Dans les campagnes, le fanum, temple rural, ne doit rien à l'architecture romaine des temples classiques du culte gréco-romain mais était une évolution des temples celtiques, qui en bois au départ, se sont peu à peu monumentalisés.
L'interpretatio romana recouvrit des croyances demeurées bien vivaces, et qui le demeurèrent jusqu'au cœur du Moyen Âge.

### Christianisation
L’expansion chrétienne en Gaule s'est diffusée, par l'intermédiaire des commerçants et artisans d'Orient ainsi que des armées, dans les villes gauloises par les grands axes (vallées de la Loire, du Rhin, de la Seine). La Gaule compte six évêchés vers 250 (celui d'Arles, de Toulouse, de Narbonne, de Vienne, de Reims, et de Paris), 120 à la fin du IVe siècle, Clovis s'appuyant sur ce maillage épiscopal pour gagner l’appui des populations et du clergé gallo-romains lors de sa conquête de la Gaule par la force.
Au VIe siècle, les rituels celtes et les rites païens (celtes ou autres) seront interdits par des textes chrétiens.

## Reconstructionnisme
Depuis 1900, en Bretagne, une association appelée Goursez ("session, assemblée" en breton) entend pratiquer des rites fondés sur l'héritage du druidisme (voir : néodruidisme). Elle ne fait pas appel à la "Gaule", mais à la tradition celtique brittonique rénovée par la Gorsedd galloise au XVIIIe siècle.
Pour Gwenc'hlan Le Scouëzec, cinquième grand druide de la Gorsedd et Per Vari Kerloc'h, sixième et actuel Grand Druide sous le nom de « Morgan », cette religion n'a jamais cessé et certaines formes de druidisme ont toujours perduré.
La Goursez (gallois gorsedd) se définit comme une société de pensée et ne se considère nullement comme relevant du néopaganisme.
Mais pour Christian-J. Guyonvarc'h et Françoise Le Roux, l'absence de « filiation traditionnelle remontant au druidisme » oblige à distinguer le druidisme du néodruidisme contemporain, créé au XVIIIe siècle en Grande-Bretagne. La transmission continue n'est absolument pas démontrée historiquement, ni étayée par des travaux scientifiques.
D'autres associations se sont formées comme le Collège bardique des Gaules, à Paris, puis plus tard, en 1987, en Bourgogne, le « Groupe Druidique des Gaules », qui fut membre du congrès européen des religions ethniques[réf. nécessaire]. Certaines associations réputées d'extrême-droite comme Terre et Peuple, se réclament du néopaganisme gaulois[réf. nécessaire].
Parallèlement à ce reconstructionnisme celtique, existe un reconstructionnisme scandinave, l'Ásatrú, pratiqué par l'association « Les Enfants d'Yggdrasil »,.